# Boss DD-6 Digital Delay
Boss DD-6 Digital Delay är en effektpedal för gitarr, tillverkad av Roland Corporation under varumärket Boss mellan 2002 och 2008. Effektpedalen tillverkades i Taiwan.

## Historia
Boss DD-6 Digital Delay är en vidareutveckling av Boss DD-5 Digital Delay, och den fjärde versionen i serien Digital Delay. Då föregångaren ansetts för avancerad, gjordes DD-6 istället enklare, med 6 lägen, istället för 11, som DD-5 hade. Boss DD-6 Digital Delay hade både in- och utgångar i stereo, samt en inbyggd funktion för att ställa delayets tempo. Delayets maxtid utökades också till 5,2 sekunder.
Pedalens uppföljare, Boss DD-7 Digital Delay lanserades i mars 2008, och DD-6 slutade att säljas 2008.